# Det bødes der for (film fra 1944)
|  | Der er også en dansk stumfilm med samme titel fra 1911, se Det bødes der for (film fra 1911) |
Det bødes der for er en dansk film fra 1944.
- Manuskript Leck Fischer.
- Instruktion Emanuel Gregers.

Blandt de medvirkende kan nævnes:
- Bendt Rothe
- Bjørn Watt Boolsen
- Grethe Holmer
- Palle Huld
- Tove Wallenstrøm
- Aage Redal
- Ingeborg Pehrson
- Johannes Meyer
- Ebba With
- Poul Petersen
- Katy Valentin
- Pouel Kern
- Signi Grenness
- Valsø Holm
- Randi Michelsen
- Henny Lindorff
- Carl Heger